# Haya
Haya (podle hinduistického božstva s koňskou hlavou Hayagriva) byl rod primitivního neoptakopánvého dinosaura, který žil v období pozdní křídy (věk santon, asi před 86 až 84 miliony let) na území dnešního Mongolska.

## Popis
Několik dobře zachovaných exemplářů bylo objeveno v souvrství Javkhlant. Tohoto dinosaura popsali Peter J. Makovicky, Brandon M. Kilbourne, Rudyard W. Sadleir a Mark A. Norell. Typový druh je H. griva. Blízce příbuzné rody představovaly taxony Jeholosaurus a Changchunsaurus, společně náležející do čeledi Jeholosauridae. Jedna zkamenělá kostra H. griva obsahuje v tělní dutině množství trávicích kamenů gastrolitů. Tento dinosaurus dosahoval délky kolem 1,6 až 1,8 metru a hmotnosti asi 10 kilogramů.
V únoru roku 2021 byla publikována odborná práce o osteologii tohoto ptakopánvého dinosaura.